# William Painter
William Painter (Kent, 1540? - Londres, fevereiro de 1594) foi um autor inglês. Como servidor da Torre de Londres, ele foi acusado de fraude e de enriquecer às custas do erário público.

### Vida pessoal
Por algum tempo acreditou-se que Painter era nativo de Kent, devido à confusão com um homônimo, que se matriculou no Colégio São João, Cambridge, em 1554.
Painter casou-se com Dorothy Bonham em 1565. Eles tiveram pelo menos cinco crianças, um filho e quatro filhas. Em 1587 seu filho Anthony foi trabalhar com o pai no governo.
Ele ditou um testamento oral em 14 de fevereiro de 1594, e faleceu entre 19 e 22 de fevereiro de 1595, em Londres. Seu corpo foi sepultado na rua Igreja de São Olavo, na Hart Street, não muito longe da Torre.

### Carreira administrativa
Em 1561 Painter começou a trabalhar na Ordnance na Torre de Londres, um posto que manteve pelo resto de sua vida. Em 156, o Tentente Geral da Ordnance, Edward Randolph, suplementou o salário de Painter com uma anuidade e uma pensão.
Ao longo de sua carreira ele foi acusado de fraude e abuso da posição, em que teria acumulado uma pequena fortuna às custas do erário. As acusações chegaram ao clímax em 1586, quando John Powell, Surveyor of the Ordnance, acusou Painter e dois outros de peculato. Como seus co-acusados já eram falecidos, somente Painter pode se defender. Ele confessou que se apropriou de uma soma de pouco mais de 1.000 libras. Apesar de ter se oferecido para restituir esse dinheiro, o débito não foi retirado de seu nome senão no tempo de seu neto, devido a demoras ocorridas durante sua vida e a discrepâncias encontradas após sua morte. A acusação notavelmente compreende acusações e contra-acusações entre oficiais do governo, o que aponta para a corrupção endêmica no serviço civil da corte elisabetana.

### Obras literárias
Escreveu Palácio do Prazer, uma versão tomada em prosa de A Trágica História de Romeu e Julieta, que é constituída de versos.